# Linford Christie
Linford Christie (Saint Andrew, Jamajka, 2. travnja 1960.), je umirovljeni britanski atletičar, olimpijski pobjednik.
Najstariji je olimpijski pobjednik (32 godine) u utrci na 100 m.
Christie je ranih 1990-tih godina osvojio brojne naslove pobjednka na dionici od 100 m: bio je istovremeno olimpijski, svjetski i europski prvak. Iako nikad nije držao svjetski rekord na 100 m, njegov osobni najbolji rezultat 9,87 sekundi svakako spada u najbolje rezultate svih vremena.
U drugom dijelu karijere više je bio zanimljiv medijima i javnosti zbog impresivnog tjelesnog izgleda i kontroverzi nego li zbog samih rezultata. Na Olimpijskim igrama u Atlanti 1996. godine diskvalificiran je zbog dva pogrešna starta, čime je izgubio šansu obraniti naslov od četiri godine ranije. Već pri zalazu karijere uhvaćen je u korištenju nedozvoljenih sredstava, te na Igre u Sydneyu 2000. godine nije se niti smio prijaviti za natjecanje. Time je pala sjena na negovu dotadašnju karijeru i postignuća, iako je bilo i tumačenja po kojima je moguće da je prilikom analize njegovog uzorka došlo do greške zbog nesavršene metode otkrivanja dopinga.